# ناوليدج موسونا
ناوليدج موسونا (بالإنجليزية: Knowledge Musona)‏ ولد في (21 يونيو 1990 في نورتون) لاعب كرة قدم زيمبابوي يلعب في نادي الرياض السعودي. سبق أن لعب لصالح نادي الدرجة الأولى الألماني هوفينهايم ومنتخب زيمبابوي في مركز الهجوم.

## مسيرته مع الأندية
في 28 يونيو 2020، وقع موسونا عقدًا للانتقال إلى نادي الطائي السعودي.

## مسيرته الدولية
بدأت موسونا مسيرته الدولية مع المنتخب الوطني في مباراة ودية ضد جنوب أفريقيا يوم 3 مارس 2010. وقد شارك مع المنتخب 9 مرات وسجل 5 أهداف.

### أهدافه الدولية
| # | موعد           | المكان              | الخصم        | النتيجة | الحصيلة | المسابقة                                   |
| - | -------------- | ------------------- | ------------ | ------- | ------- | ------------------------------------------ |
| 1 | 4 سبتمبر 2010  | باينسفيل، ليبيريا   | ليبيريا      | 1–0     | 1–1     | تصفيات كأس الأمم الأفريقية لكرة القدم 2012 |
| 2 | 17 نوفمبر 2010 | مابوتو، موزمبيق     | موزمبيق      | 1–0     | 3–1     | مباراة ودية                                |
| 3 | 5 يونيو 2011   | هراري، زيمبابوي     | مالي         | 1–0     | 2–1     | تصفيات كأس الأمم الأفريقية لكرة القدم 2012 |
| 4 | 5 يونيو 2011   | هراري، زيمبابوي     | مالي         | 2–1     | 2–1     | تصفيات كأس الأمم الأفريقية لكرة القدم 2012 |
| 5 | 8 أكتوبر 2011  | برايا، الرأس الأخضر | الرأس الأخضر | 1–2     | 1–2     | تصفيات كأس الأمم الأفريقية لكرة القدم 2012 |

## روابط خارجية
- ناوليدج موسونا على موقع قاعدة بيانات كرة القدم.إي يو (الإنجليزية)
- ناوليدج موسونا على موقع بيانات كرة القدم. دي إي (الألمانية)
- ناوليدج موسونا على موقع ناشيونال فوتبول تيمز (الإنجليزية)
- ناوليدج موسونا على موقع Soccerway.com (الإنجليزية)
- ناوليدج موسونا على موقع عالم كرة القدم.نت (الإنجليزية)
- ناوليدج موسونا على موقع كووورة
- ناوليدج موسونا على موقع AS.com (الإسبانية)